# Chironomus venustus
Chironomus venustus är en tvåvingeart som beskrevs av Rasmus Carl Staeger 1839. Chironomus venustus ingår i släktet Chironomus och familjen fjädermyggor. Inga underarter finns listade i Catalogue of Life.